# Rade Končar
 Ovo je glavno značenje pojma Rade Končar. Za trgovačko društvo pogledajte Končar Elektroindustrija.
Rade Končar (Končarev Kraj, Korenica, 28. listopada 1911. – Šibenik, 22. svibnja 1942.) bio je revolucionar, sekretar Komunističke partije Hrvatske, organizator partizanskih odreda u Hrvatskoj 1941. godine i prvi narodni heroj Jugoslavije. Nakon što su ga u 31. godini života pogubili talijanski okupatori ubrzo je postao jedan od simbola partizanskog pokreta i potom Socijalističke Federativne Republike Jugoslavije. 

## Životopis
Rođen je u selu Končarev Kraj kraj Plitvičkih jezera u srpskoj obitelji. Poslije završene osnovne škole izučio je strojobravarski zanat u Beogradu i Leskovcu. 
Godine 1934. postao je član Komunističke partije Jugoslavije. Zaposlio se u beogradskoj elektrodistribuciji. Godine 1936. uhitila ga je policija Kraljevine Jugoslavije i osuđen je na godinu dana zatvora zbog komunističkog djelovanja. Poslije odslužene kazne, odlazi u Zagreb gdje se zapošljava u tvornici 'Siemens AG' (danas 'Končar'). Tu je organizirao Partijsku ćeliju i štrajkaški odbor. Godine 1938. postaje član Mjesnoga komiteta u Zagrebu, a 1939. na Partijskomu savjetovanju, na kojemu je smijenjen Centralni komitet KP Hrvatske koji je bio izabran na Osnivačkom kongresu KPH održanom u Anindolu 14. travnja 1937. godine, postao je član novog Centralnoga komiteta KP Hrvatske. Poslije uhićenja gotovo čitavoga CK KPH, na Prvoj redovitoj konferenciji KP Hrvatske, koja je održana kolovoza 1940. godine u zagrebačkoj Dubravi, bio je izabran za političkoga sekretara KP Hrvatske. Sredinom listopada 1940. godine na Petoj zemaljskoj konferenciji KPJ u Zagrebu postaje član Politbiroa KPJ.
Nakon što su Sile osovine 1941. godine okupirale Jugoslaviju, u suradnji sa sovjetskom obavještajnom službom priprema Končar diverzante koji bi mogli u slučaju prestanka sovjetsko-njemačkog saveza djelovati protiv njemačkog saveznika NDH i time otežavati opskrbu njemačke vojne sile.
Gojko Vezmar ukazuje 1987. godine da je Rade Končar bio uključen u organiziranje ustanka protiv NDH u Lici 1941. godine, koji je izbio krajem srpnja 1941. U mjesecima gdje su se u zapovjedništvu ustanika našli zajedno komunisti i pobornici četničkog pokreta, Končar se odlučno zauzeo da i Hrvati pristupe postrojbama ustanika, te da one postanu antifašistički partizani koji će se boriti također i protiv okupatorskih postrojbi - umjesto da pod vodstvom četnika završe u koloboraciji s Talijanima kakvu će prije kraja 1941. godine doista ostvariti dio ustanika koji se uključio u Dinarsku četničku diviziju i druge četničke postrojbe. Među komunistima, tada su Končara oslovljavali konspirativnim imenom Brko.
Rade Končar sudjelovao je 26. – 27. rujna 1941. godine na konferenciji partizanskih vođa u mjestu Stolice (kod Krupnja na zapadu Srbije); gdje je donesena odluka da će se za borce koje predvode komunisti koristiti naziv "partizani", da će se za njihovo označavanje koristiti crvena petokraka, te da će postrojbe ("jedinice") osim zapovjednika ("komandanta" u bataljunima i većim odredima, odnosno "komandiri" u četama) imati - prema sovjetskom uzoru - također i političke komesare. 
Nakon boravka u Splitu krajem kolovoza 1941. godine organizirajući ilegalni rad komunista, po povratku iz Stolica 4. listopada 1941. godine ponovno dolazi u Split, nastojeći slomiti dvoumljenja među komunistima koji se još nisu upustili u oružanu borbu. Ne smjenjuje ipak lokalno komunističko vodstvo, izražavajući uvjerenje da će nakon oštre kritike ipak uspjeti s dizanjem ustanka. Pod njegovim vodstvom, Pokrajinski komitet KPH izdaje 20. listopada 1941. godine proglas »Radnicima, seljacima, građanima, intelektualcima, omladini, rodoljubima porobljene Dalmacije« koji završava riječima: »Diži se, narode u Dalmaciji! Mi ne smijemo zaostati! Stupajmo složno u JNOF s ostalim narodima Jugoslavije!(...) Ulazimo u partizanske odrede! Dižimo oružani ustanak !« Organizirane su razne sabotaže na brodovima, a 9. studenoga su bačene bombe na talijansku vojnu glazbu u Splitu. Naoružavaju i organiziraju komunisti prve oružane odrede i zapovjedništva na području Dalmacije nastanjenom uglavnom Hrvatima, te će se prva grupa Splićana na Dinaru uputiti 15. prosinca 1941. godine.
U to su vrijeme vlasti NDH tvrdile da one u područjima koje vojno kontroliraju Talijani ne uspijevaju izaći na kraj s ustanicima, jer ih Talijani onemogućavaju u borbenim aktivnostima. Među ustanicima, dolazi do napetosti između četnika i komunista, koji i jedni i drugi nastoje ostvariti kontrolu nad ustankom. U Splitu gdje komuniste predvodi Rade Končar, bilten Naš izvještaj Pokrajinskog komiteta Komunističke partije Jugoslavije za Dalmaciju od 20. listopada 1941. godine piše o suradnji četničkih vođa s Talijanima u Splitu: "Kako saznajemo, tzv. Srpski komitet u Splitu, koji, među ostalima, sačinjavaju Urukalo, Jevđević, Buić, Birčanin, Grđić i drugi, složio se s talijanskim okupatorskim vlastima u tome, da će pomoći okupatorima da 'mire' srpski živalj u Bosni, Lici i ostalim hrvatskim krajevima, ako Talijani okupiraju te krajeve. Ove stare izdajice misle opet prevariti srpski narod i uvesti ga u 'novi red' zaobilaznim putem. Dok narod ustaje u borbu s oružjem u ruci, oni hoće da narodu zabiju nož u leđa, ali srpski narod neće nasjesti ovoj izdajničkoj raboti, on će se s hrvatskim narodom boriti do potpunog oslobođenja domovine od stranih okupatora i njihovih domaćih slugu. Izdajice će stići zaslužena sudbina." Četnici krajem listopada 1941. godine ustrojavaju na područjima oko Knina zapovjedništva Dinarske četničke divizije, koja će u studenom sklopiti sporazume o suradnji s talijanskim okupatorom.
Po uputama koje su djelomično primali izravno od Josipa Broza Tita hrvatski komunisti nastoje preuzeti kontrolu nad ustanicima, tj. "gerilcima", čije postrojbe od sredine rujna 1941. godine sve više koriste naziv "partizani" i "narodnooslobodilački partizanski odredi". Mjeseci dok KPH predvodi Rade Končar obilježeni su nastojanjem da se ne dopusti suradnja ustanika s talijanskim okupatorom i naposljetku diferencijacijom između ustanika, od kojih su neki postali četnici, a oni pod kontrolom zapovjednika iz redova KPH - partizani. Rukovodstvo KPH u Lici radi na tome da se partizani odlučno upuste u borbu s talijanskim okupatorom.
Končara su 17. studenoga 1941. godine uhitili Talijani iako izgleda nisu znali tko je on. Podvrgnut je mučenju, ali je odbio odati svoj identitet. U vrijeme kada su ga istražitelji brutalno mučili, skočio je 22. studenoga 1941. godine s drugog kata bolnice. Tom je prigodom vrlo teško ozlijeđen. Nakon što je kod samog uhićenja pretrpio ranjavanje metkom i lom noge, kod pada u bolnici mu je lubanja napukla na dva mjesta. Tek nakon Končarevog pada s drugog kata bolnice, talijanske vlasti potvrdile su njegovo ime i funkciju u KPJ od redarstvenih tijela NDH u Zagrebu, koje su se mogle poslužiti sačuvanom policijskom dokumentacijom Kraljevine Jugoslavije. Posebni talijanski sud za Dalmaciju osudio ga je na smrt.
Kako bi Končara izbavili iz talijanskog zatočeništva, dalmatinski partizani su ga htjeli zamijeniti s fašističkim časnikom Antonijem Vivarelijem, kojega su bili zarobili 8. travnja 1942. godine; međutim je tog zarobljenog časnika jedan partizan samoinicijativno ubio.
Rade Končar je strijeljan u Šibeniku, na Šubićevcu, 22. svibnja 1942. godine, s 25 drugih antifašista. U trenutku pogibije imao je 31 godinu.
Mladi, energični i sposobni Končar ni pod mučenjima nije nikoga odao. Ubrzo postaje jedna od najvećih partizanskih ikona. U kolovozu 1942. prvi je proglašen narodnim herojem Jugoslavije. Nekoliko mjeseci kasnije, u prosincu 1942., 13. proleterska brigada Narodnooslobodilačke vojske dobila je ime po njemu, kao simbolu jedinstva Hrvata i Srba u partizanskom pokretu. Do kraja socijalističke vladavine, on predstavlja jednu od skoro mitskih figura narodnooslobodilačke borbe. U tom sklopu, ponavljale su se njegove riječi talijanskim sucima: "Milosti ne tražim, niti bih je imao prema vama"; te egzekutorima koji su ga svezali za stup i pucali mu u leđa: “Pucajte u prsa kukavice”.
Veliki broj tvrtki, od kojih neke i danas postoje, prozvane su po njemu; najpoznatija od njih je Končar Elektroindustrija d.d. iz Zagreba. Po njemu su dobivale ime mnoge ulice i trgovi. Više srednjih škola (mahom tehničkih i elektrotehničkih) na prostoru bivše Jugoslavije, također nosi njegovo ime.
Dragica Končar, supruga Rade Končara, nastavila je ilegalno djelovati u Zagrebu. Ustaški agenti su je ondje uhitili i ubili u kolovozu 1942. godine.